# Lawrence Lipton
Lawrence Lipton (* 10. Oktober 1898 in Lodz, Polen; † 9. Juli 1975 in Los Angeles, Kalifornien) war ein amerikanischer Journalist und Schriftsteller.

## Leben
Lawrence Lipton, Sohn von Rose und Abraham Lipton, kam 1903 mit seiner Familie nach Chicago, Illinois. Nach verschiedenen Anläufen, beruflich Fuß zu fassen, begann er regelmäßig für die Sonntagsausgabe der New Yorker Zeitschrift Forverts zu schreiben. In den 1920er Jahren war Lipton Teil des Chicagoer Kreises um die Autoren Ben Hecht, Carl Sandburg, Edgar Lee Masters, Sherwood Anderson und Harriet Monroe.
Lipton war mehrfach verheiratet; seine erste Frau Dorothy Omansky starb nach einigen Jahren Ehe. Mit seiner zweiten Frau Betty Weinberg bekam er seinen einzigen Sohn James Lipton. In den späten 1930er Jahren wurde die Ehe mit Betty geschieden und Lipton heiratete Georgiana Randolph Craig, eine Autorin von Mystery-Romanen, die unter dem Pseudonym Craig Rice veröffentlichte. Nachdem auch diese Ehe geschieden wurde, heiratete Lipton 1948 Nettie Esther Brooks.
Neben Beiträgen zu The Atlantic Monthly, Chicago Review und The Quarterly Review of Literature verfasste Lipton die Romane Brother, the laugh is bitter (1942) und In secret battle (1944) sowie einen Gedichtband Rainbow at midnight (1955).
1959 erschien der Roman The Holy Barbarians, der von dem amerikanischen Nachrichtenmagazin Time als Reiseführer über die Beat Generation bezeichnet wurde. Im folgenden Jahr hatte er eine Nebenrolle in dem Horrorfilm Die 13 Opfer des Dr. Desmond als „King of the Beatniks“.
Seit 1956 experimentierte Lipton mit der Verbindung zwischen Lyrik und Jazz, wobei er zunächst mit Shelly Manne, dann mit Musikern wie Jimmy Giuffre, Buddy Collette und Bill Holman arbeitete. 1958 produzierte er das Jazz-&-Lyrik-Album Jazz Canto, auf dem auch eines seiner Gedichte zu Musik des Quintetts von Chico Hamilton vorgetragen wird. Mit dem Cellisten Fred Katz war er auch für dessen Album Folk Songs for Out Folks (1958) tätig.

## Werke (Auswahl)
- Brother, the laugh is bitter (1942)
- In secret battle (1944)
- Rainbow at midnight (1955)
- The holy barbarians (1959; dt. als „Die heiligen Barbaren“)
- Erotic revolution, an affirmative view of the new morality (1965)
- Bruno in Venice West, and other poems (1976)